# 宁南两极虫
宁南两极虫（学名：Myxidium ningnanense）为两极科两极虫属的动物。在中国，分布于四川等，营寄生生活，寄生在白甲鱼的胆囊。